# Antoine Roux

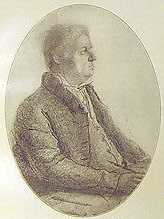
Antoine Roux

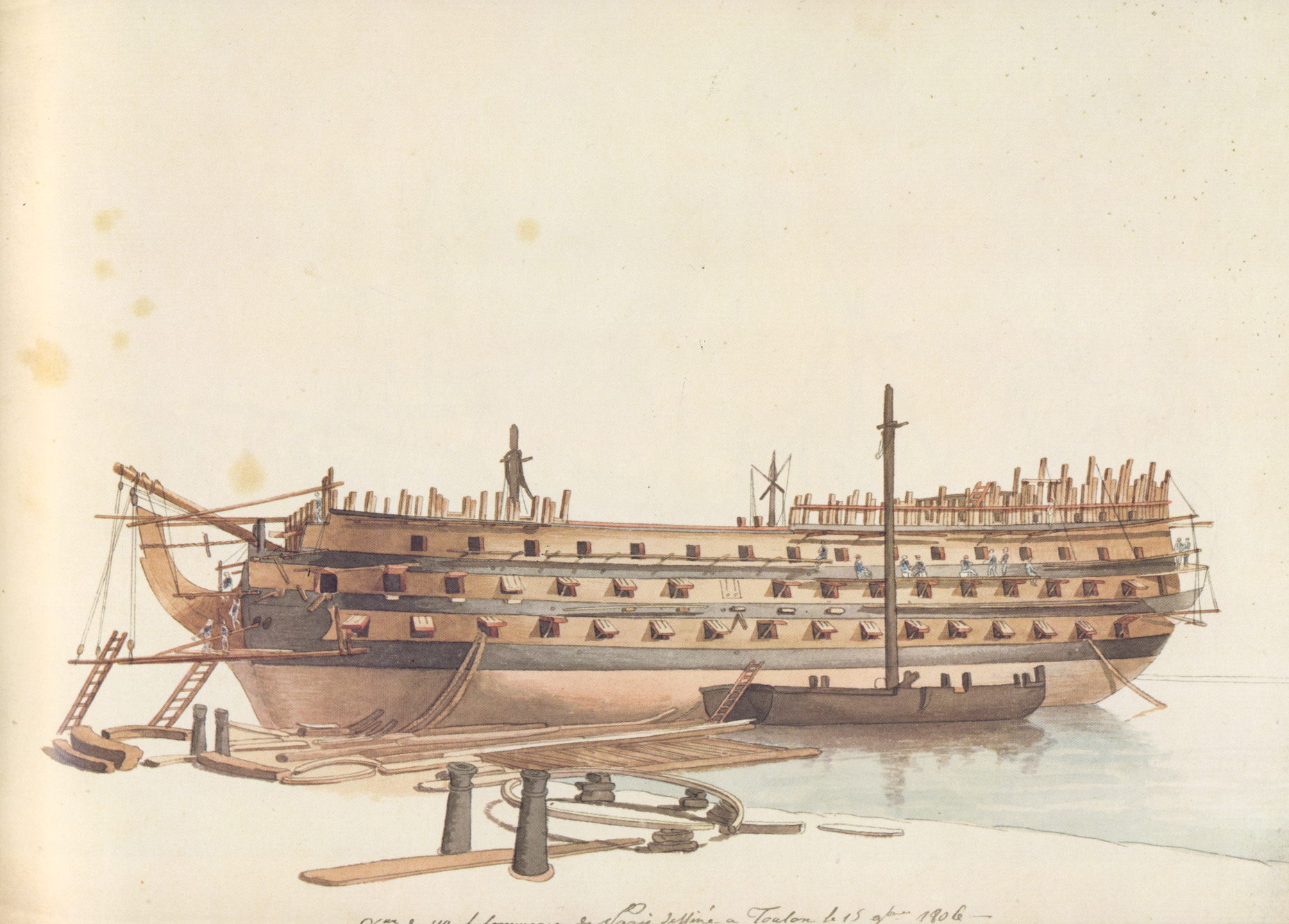
Die „Commerce de Marseille“ im Bau 1806

Ange-Joseph Antoine Roux (geb. 1765 in Marseille; gest. 1835 ebenda) war ein französischer Marinemaler.

## Werdegang

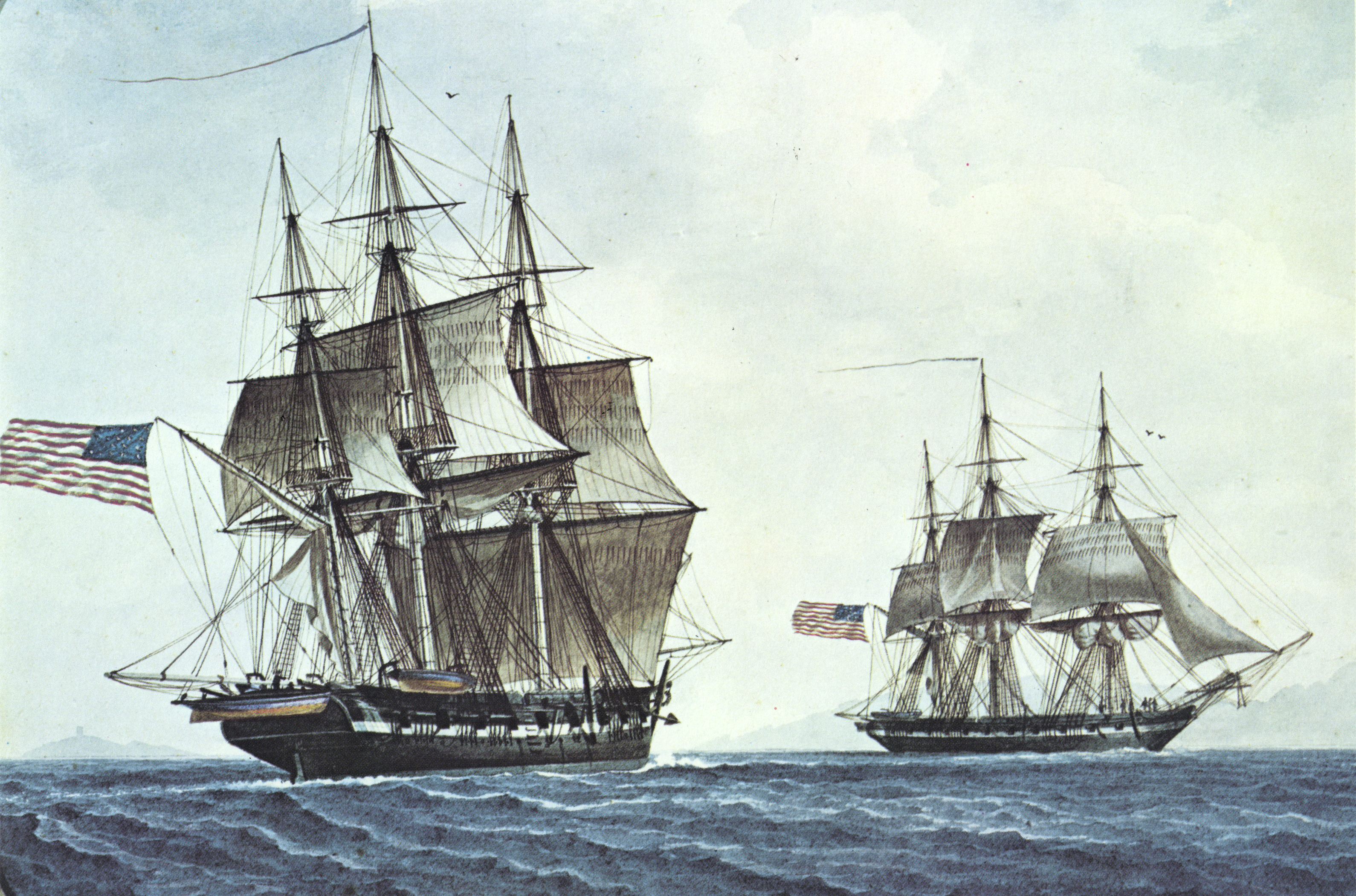
Ein Kriegsschiff der jungen US-Navy im Mittelmeer in zwei Ansichten

Im Gegensatz zu seinem umfangreichen Werk ist über seine Biographie bisher wenig bekannt. Sein Vater, Joseph Roux, betrieb in Marseille als königlicher Seekartenzeichner in der Coin-de-Reboul-Straße direkt am Kai am Hafen ein eigenes Geschäft. Er soll schon recht früh seinem Vater im Geschäft geholfen haben und dabei ein Talent fürs Zeichnen gezeigt haben. Er zeichnete gerade die Fahrzeuge, die im Hafen in Marseille zu sehen waren. Ab etwa 1800 sind gezielte „Porträts“ (siehe Kapitänsbild) von Schiffen als Zeichnung und Aquarell bekannt. Sie sollen auf Wunsch der Kapitäne der Marseille anlaufenden Schiffe entstanden sein. Selbst Schiffe, die Marseille eigentlich nicht hätten anlaufen müssen, machten einen Umweg, um ein Porträt zu bestellen. So sind besonders amerikanische Schiffe von ihm dargestellt worden und es sind deshalb auch viele Arbeiten über die ganze Welt verstreut.
Da keine Biographien bekannt sind, sind auch keine Informationen aus der Revolutionszeit und der Napoleonischen Ära verfügbar. Obwohl mehrere Söhne in seine Fußstapfen traten, sind Eheverbindungen unbekannt. Seine Söhne waren Antoine der Jüngere (1799–1872), Frédéric (1805–1870) und François Geoffroy (1811–1882).
Antoine Roux starb in seiner Heimatstadt 1835 an Cholera.
Sein Werk wurde nach dem Tod seines letzten Sohnes schnell vergessen. Es wurde zwar 1882 noch eine kleine Ausstellung in Marseille organisiert, aber eine Sammlung oder ein Museum, wie öffentlich gefordert, kam nicht zustande. Die Preise für Arbeiten der Roux sollen bei Antiquaren katastrophal niedrig gewesen sein. Erst nach Ende des Ersten Weltkrieges begann sich in den USA größeres Interesse für sein Œuvre zu entwickeln und 1939 wurde eine erste Ausstellung im Penobscot Marine Museum gezeigt. Erst 1955 zeigte in Marseille eine Ausstellung Arbeiten aller Marinemaler der Familie Roux. Seitdem werden die Arbeiten der Roux‘ von Museen und Sammlern geschätzt. In Deutschland hat wohl das Internationale Maritime Museum in Hamburg die größte Sammlung. Im Rahmen der Art Maritim auf der Hanseboot wurden diese Arbeiten in verschiedenen Katalogen publiziert. Viele Skizzenbücher aus dem Zeitraum 1785 bis 1830 vom Älteren Antoine Roux sind bekannt.

## Werke (Auswahl)

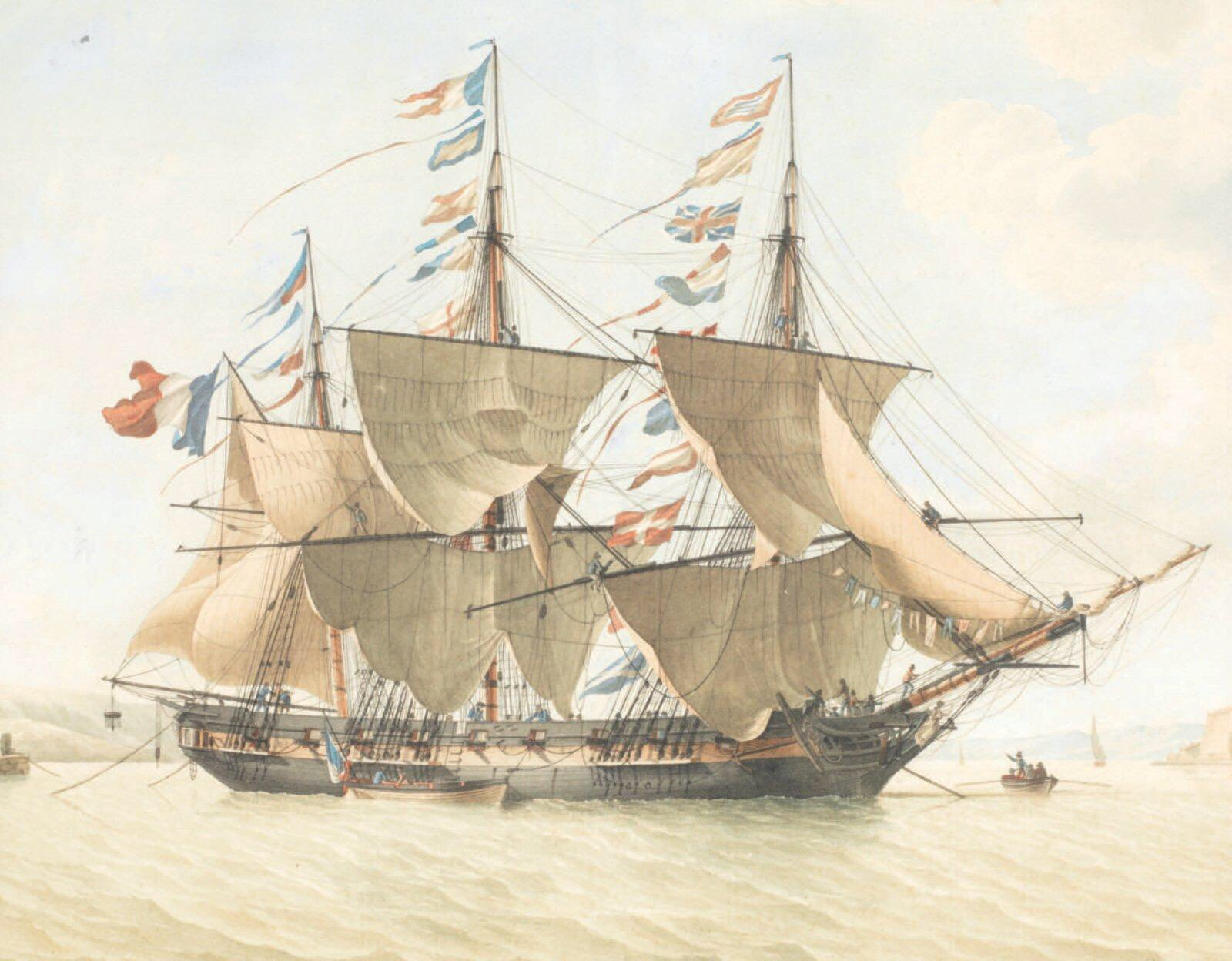
Französische 20-Kanonen-Korvette (Schiff nicht identifiziert), die wahrscheinlich ihre Segel trocknet (1806)
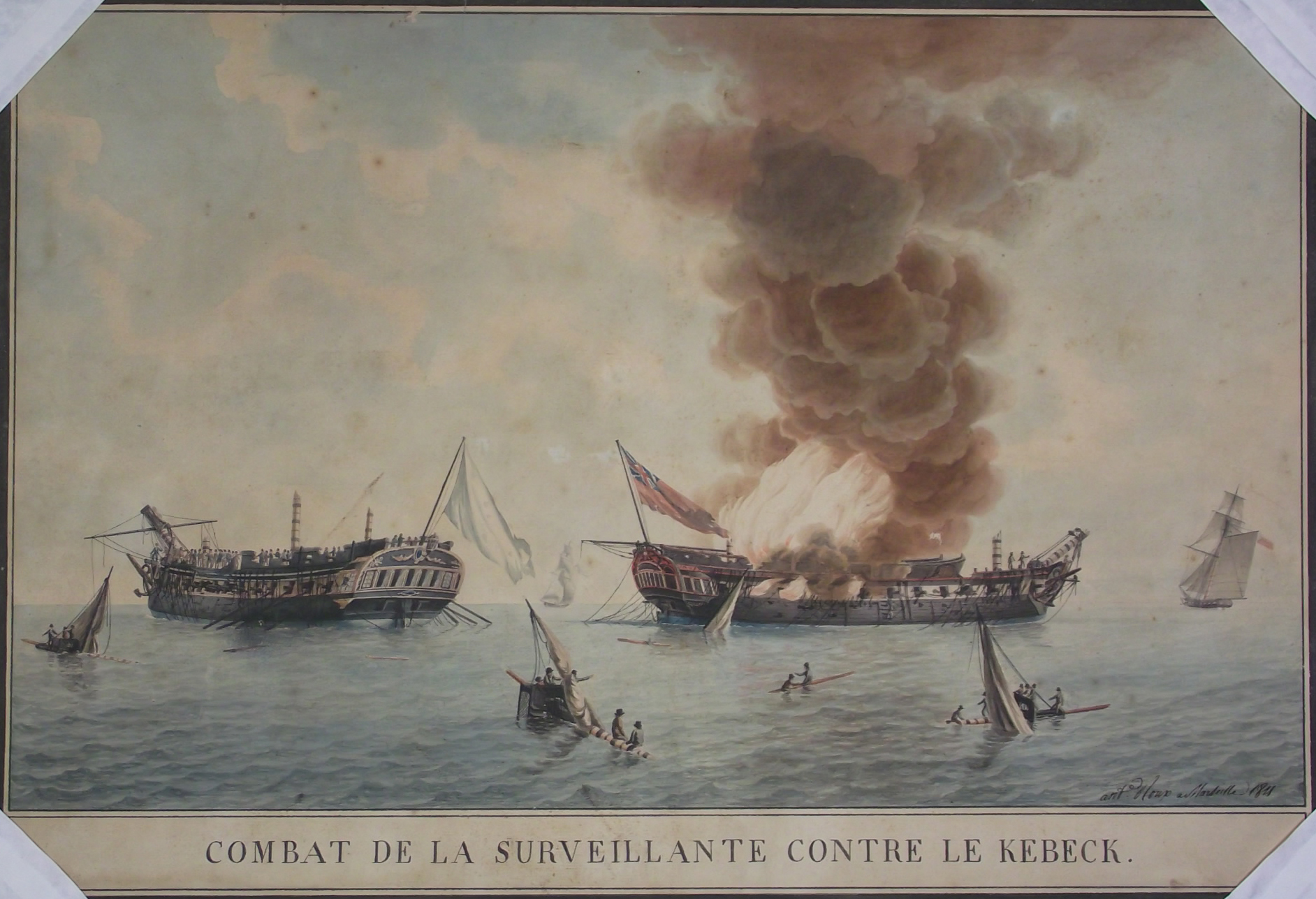
Combat de la Survellante Contre le Kebeck (1811)
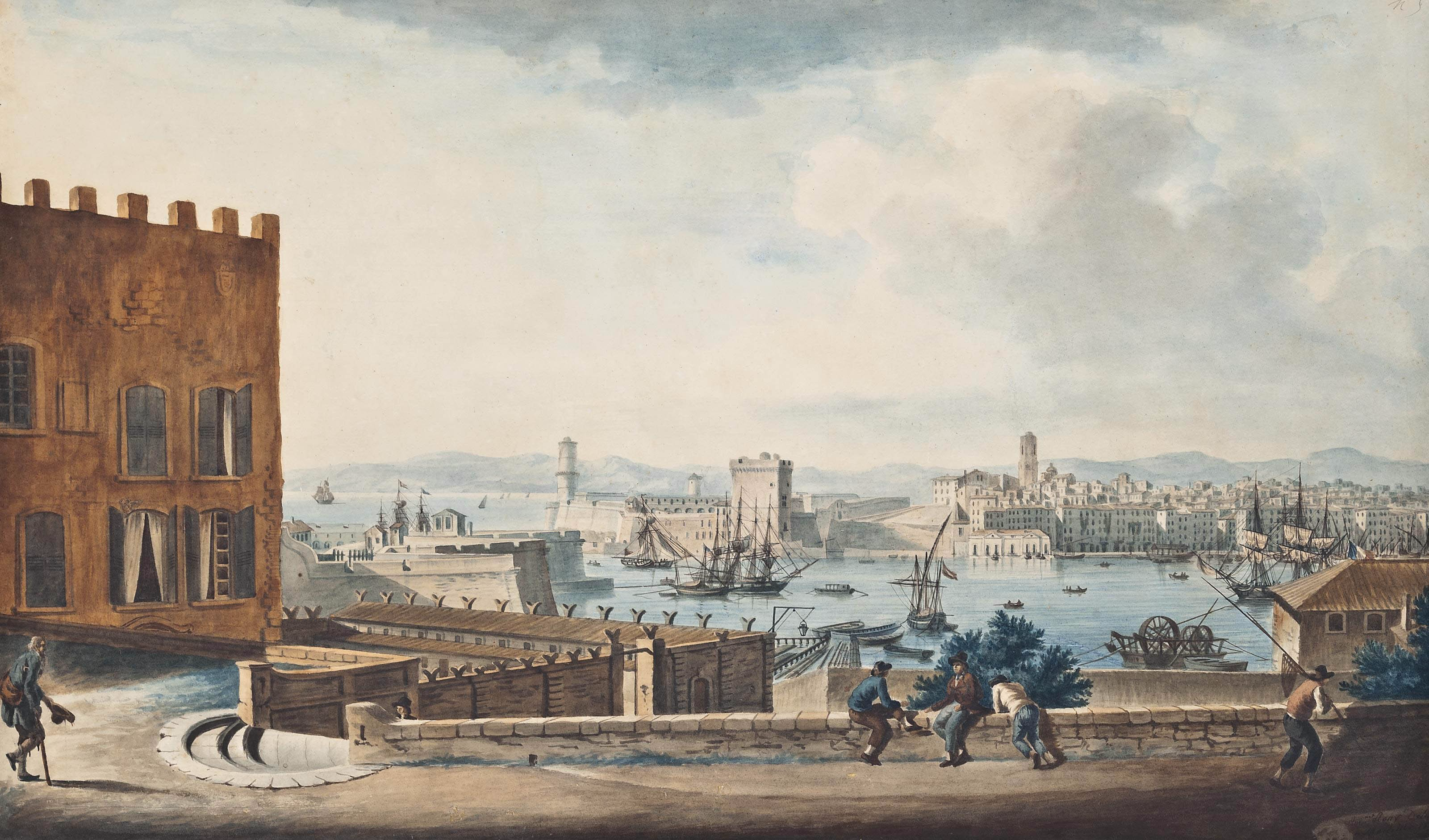
Vué de l'Entree du Port de Marseille, prise Place de l'Abbaye, Saint Victor (1816)
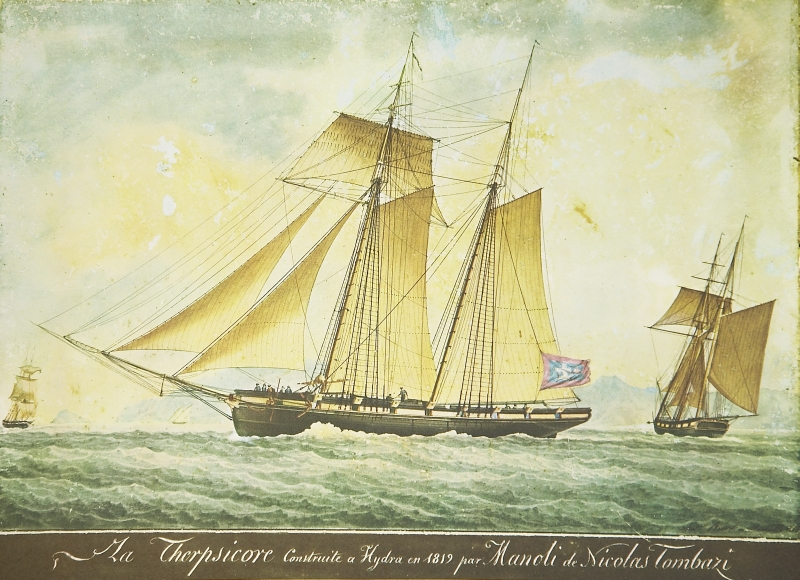
Die Terpsichore, Schiff der Gebrüder Tombazis (Emmanouil & Iakovos) (1819)
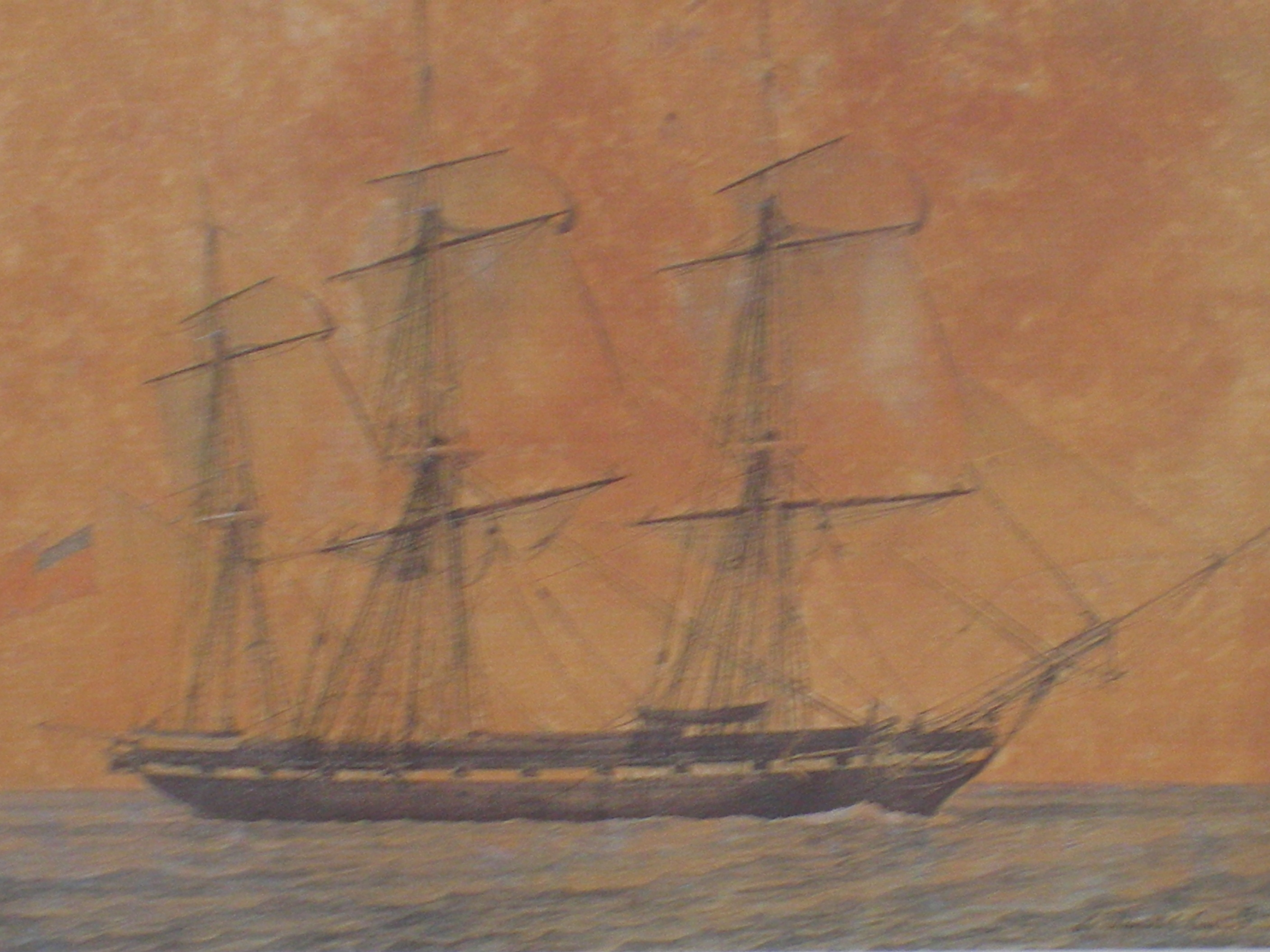
Die Themistokles, Schiff von Iakovos Tombazis
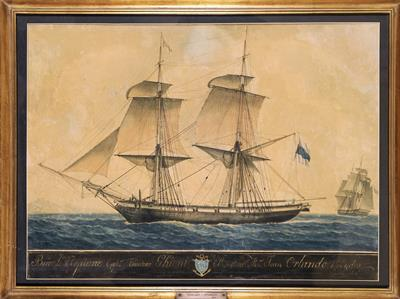
Das Schiff „Poseidon“ von Ioannis Orlandos, Aquarell 1820.
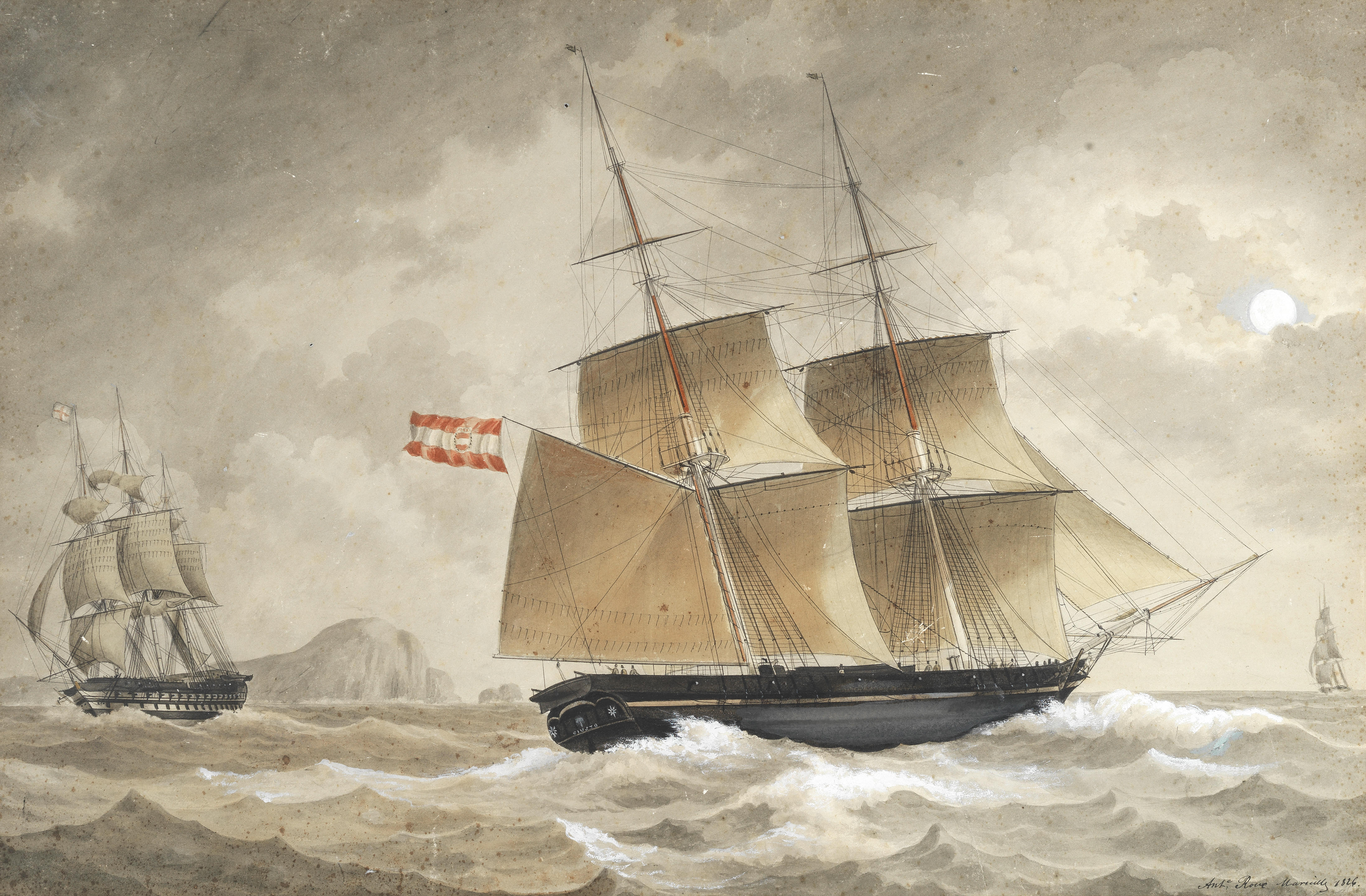
Ein Schiff der österreichischen Marine in Küstengewässern bei Marseille (1826)
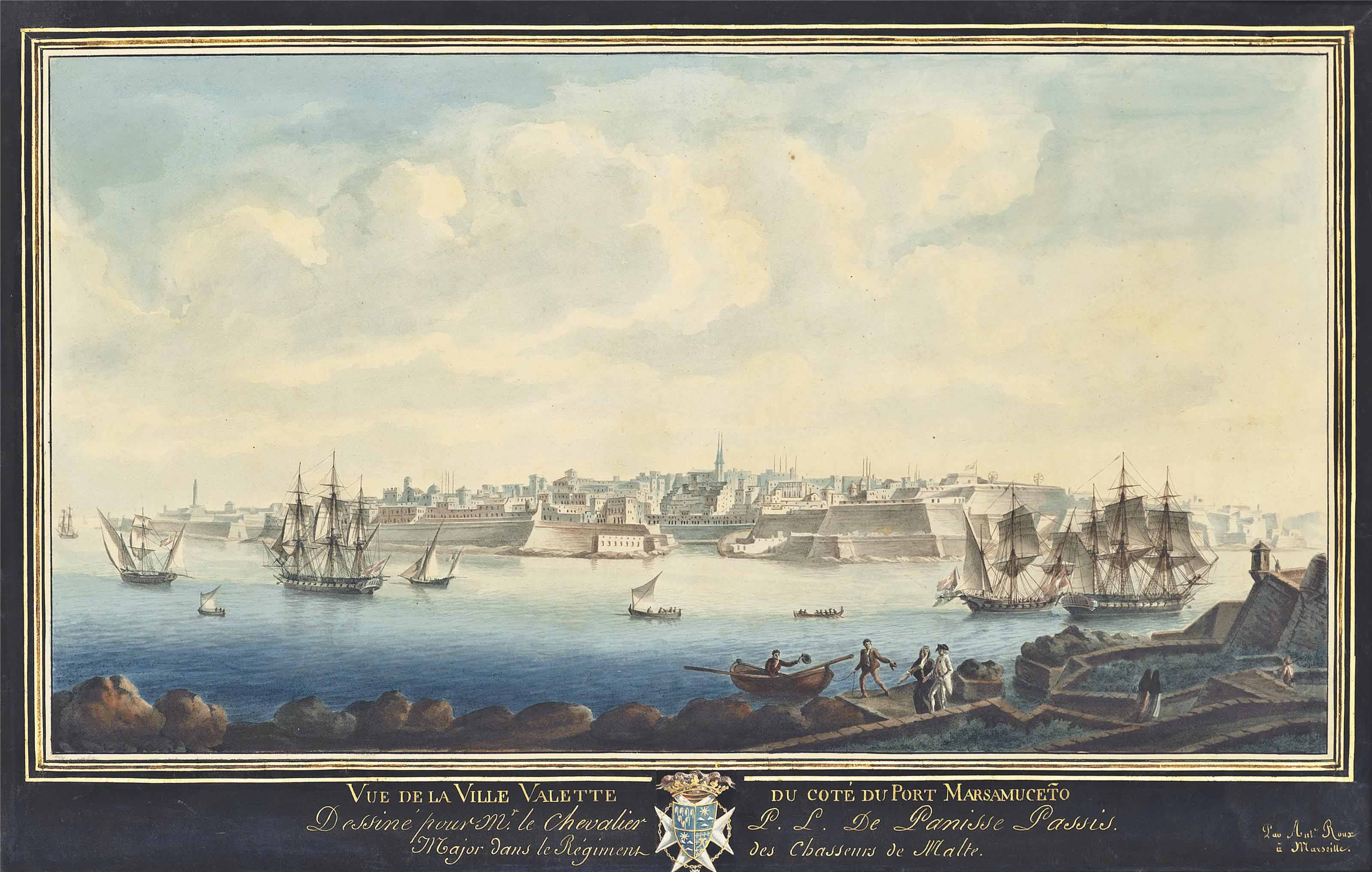
Vue de la ville Valette du côté du Port Marsamuceto (ca. 19. Jh.)